# Procès de sorcellerie en Écosse à l'époque moderne

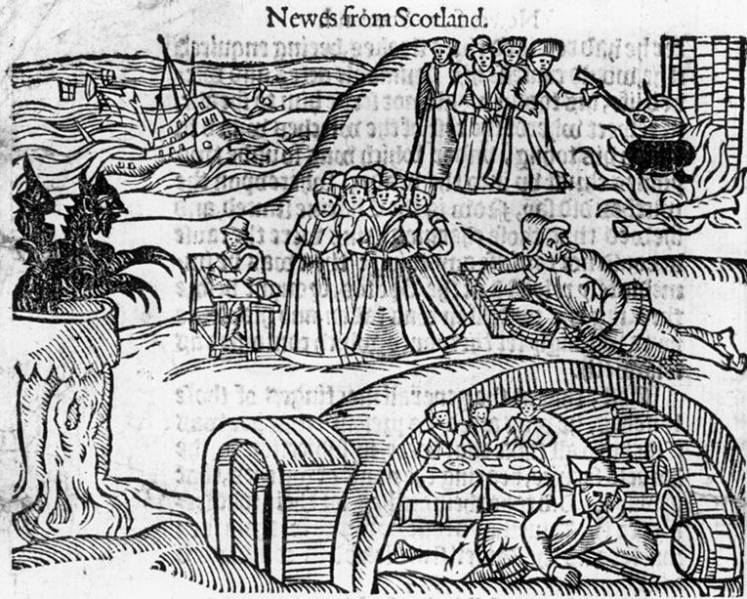
Les sorcières de North Berwick dans le pamphlet Newes from Scotland (1591).

Les procès de sorcellerie en Écosse à l'époque moderne débutent avec le procès des sorcières de North Berwick, en 1589, en accord avec le Witchcraft Act voté par le Parlement d'Écosse en 1563. Avant cette date, quelques procès en sorcellerie sont attestés, mais ils restent rares. Le roi Jacques VI porte un intérêt tout particulier à la question et compose un traité à ce sujet, Daemonologie, en 1597. Bien que son soutien aux chasses aux sorcières diminue par la suite, plusieurs grandes séries de procès se déroulent durant le reste de son règne et jusqu'au milieu du XVIIe siècle. Un certain scepticisme commence à prévaloir après la Restauration, tandis que certaines causes profondes des chasses aux sorcières (comme la mauvaise situation économique) disparaissent. La dernière exécution connue a lieu en 1706 et le dernier procès en 1727. La loi de 1563 est révoquée en 1736 par le Parlement de Grande-Bretagne.
Durant cette période, entre 4 000 et 6 000 personnes, dont 75 % de femmes, sont accusées de sorcellerie, principalement dans les Lowlands. Plus de 1 500 d'entre elles sont exécutées, le plus souvent par strangulation, mais parfois sur le bûcher.

## Origines

### La sorcellerie en Écosse

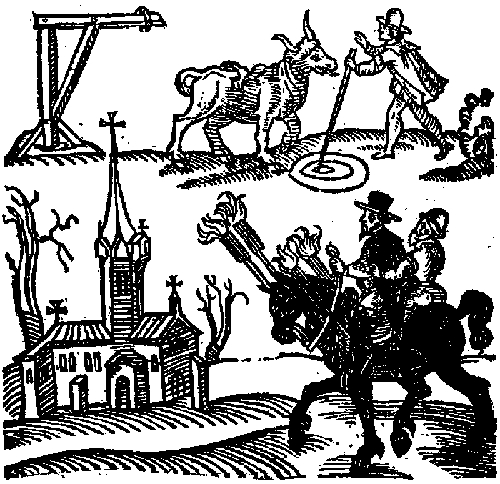
Le docteur dans le pamphlet Newes from Scotland.

La sorcellerie est une croyance répandue dans toutes les couches sociales de l'Écosse moderne. D'après les procès de 1596 dans l'Aberdeenshire, des magiciens vendent des sorts garantissant de bonnes pêches, un mariage heureux, une vie plus longue et une météo favorable. Ces sorts bénins s'opposent à la pratique de la sorcellerie, dont les effets sont négatifs. Ces effets sont souvent d'ordre sexuel : la sage-femme Margaret Bain est accusée de transférer les douleurs de l'accouchement de la femme au mari, et Helen Gray d'avoir lancé un sort provoquant une érection permanente chez sa victime. Magiciens et sorcières se livrent également à la divination, sous diverses formes : ils peuvent lire l'avenir dans l'omoplate d'un animal, mesurer la manche ou la taille d'une personne pour déterminer si elle souffre de fièvre, ou répondre à des questions en observant la manière dont oscille un tamis accroché à des ciseaux, accusation portée contre Margaret Mungo à Dingwall en 1649.
L'idée d'un pacte avec le Diable est parfois considérée comme caractéristique de la sorcellerie écossaise. Ainsi, Katherine Sands, l'une des quatre femmes accusées de sorcellerie à Culross en 1675, avoue devant la Haute Cour de justice avoir renoncé au baptême, reçu la marque du Diable et couché avec lui, mais ce type d'affirmation est rare dans les procès locaux. Dans le Fife, le Diable joue un rôle insignifiant, et les réunions de sorcières sont plutôt décrites comme des rondes de fées que comme des messes sataniques. Les fées apparaissent de manière beaucoup plus palpable dans les croyances magiques. Isobel Gowdie, la femme d'un paysan de la région d'Auldearn, a laissé quatre dépositions dans le cadre de son procès de sorcellerie en 1662. Elle y affirme que le groupe de sorcières auquel elle appartient se réunissait sur une colline, qu'elles peuvent se transformer en lièvre et qu'elle a été l'invitée de la reine des fées dans sa demeure sous la colline. Il pourrait y avoir eu mélange entre les deux traditions, celle des fées et celle du Diable.

### Origines légales
Quelques cas de procès pour sorcellerie sont attestés dans l'Écosse du Moyen Âge tardif, mais ce sont des cas isolés. Certains impliquent des personnalités de haut rang, comme le comte de Mar John Stewart, accusé d'avoir usé de sorcellerie contre son frère, le roi Jacques III, en 1479. Ces cas se font cependant rares au début du XVIe siècle. Au Moyen Âge, ce sont principalement les classes populaires qui croient en la sorcellerie. La plupart des théologiens sont plutôt sceptiques et les avocats ne s'intéressent qu'aux cas où la prétendue sorcellerie a causé des dommages concrets. Ces attitudes commencent à évoluer à la fin du XVIe siècle. La sorcellerie est dès lors envisagée comme le fruit d'un pacte avec le Diable, ce qui en fait une forme d'hérésie ; idée partagée par les protestants aussi bien que par les catholiques. Dans la foulée des lois votées par le Parlement de la Réforme en 1560, un Witchcraft Act est voté en 1563. Semblable à la loi du même nom votée en Angleterre l'année précédente et pétri d'influence biblique, le Witchcraft Act instaure la peine de mort pour la pratique de la magie ou la consultation de sorcières. Cette loi est appliquée pour la première fois lors d'une chasse aux sorcières dans l'Angus et les Mearns en 1568. C'est un échec : la tentative d'invoquer le pacte avec le Diable échoue.

### Le rôle de Jacques VI

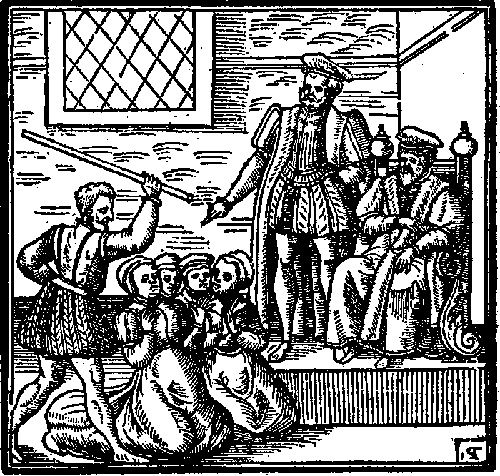
Une gravure illustrant le traité Daemonologie.

Roi d'Écosse depuis 1567, Jacques VI se rend en Scandinavie en 1589 pour aller chercher sa fiancée, la princesse Anne de Danemark. Les chasses aux sorcières sont déjà monnaie courante dans ce pays et c'est peut-être ce qui l'incite à s'intéresser à la sorcellerie, au point de considérer les tempêtes que ses navires essuient sur le chemin du retour comme des manifestations surnaturelles. De retour en Écosse, il assiste aux procès des sorcières de North Berwick, la première grande persécution s'inscrivant dans le cadre de la loi de 1563 qui invoque avec succès le pacte avec le Diable. Plusieurs individus, notamment la sage-femme Agnes Sampson et le maître d'école John Fian (en), sont condamnés pour avoir suscité les tempêtes ayant menacé de couler les navires du roi. L'année suivante, Jacques VI accuse de sorcellerie son cousin, le comte de Bothwell Francis Stewart (en), qui parvient à s'évader et termine sa vie en exil. Le roi met sur pied des commissions royales chargées de mener les chasses aux sorcières dans son royaume et leur recommande de torturer les suspects ; il supervise en personne la torture de certains. En 1597, il rédige un traité consacré à la sorcellerie intitulé Daemonologie. Quelques années plus tard, William Shakespeare l'utilise comme source pour dépeindre les trois sorcières de sa pièce Macbeth.

## Causes
Les historiens ont proposé différentes causes pour expliquer l'origine de la chasse aux sorcières en Écosse, ainsi que son ampleur. Aucun d'eux ne soutient plus l'ancienne théorie postulant l'existence d'un culte païen largement répandu et voyant dans la chasse aux sorcières le moyen pour la profession médicale, alors en plein essor, d'éliminer guérisseurs et rebouteux. Les grandes périodes de persécution correspondent souvent à des périodes de troubles économiques. L'église réformée apparue en 1560, très influencée par le calvinisme et le presbytérianisme, considère peut-être les femmes comme une menace morale.
Bien que l'ampleur exceptionnelle du mouvement écossais soit parfois expliquée par la nature inquisitoire du système judiciaire et l'usage de la torture, l'historien Brian P. Levack souligne que le système écossais n'est que partiellement inquisitoire, et que la torture n'est utilisée que dans une petite minorité de cas. La situation en Écosse n'est donc pas si différente de celle en Angleterre, où la chasse aux sorcières est pourtant bien moins intense. Le nombre élevé de procès pourrait être dû à la forte implication de l'Église d'Écosse, ainsi qu'à la nature décentralisée des tribunaux écossais. L'importance accordée au pacte avec le Diable constitue à première vue une différence significative entre l'Écosse et l'Angleterre, mais Stuart Maxwell considère qu'il s'agit d'une croyance du gouvernement central plaquée sur des traditions locales variées, notamment celles concernant les fées. Ce type de croyance a persisté plus longtemps en Écosse qu'en Angleterre. Toutes ces explications ne sont pas mutuellement exclusives et R. Mitchison considère que la chasse aux sorcières est le fruit de circonstances multiples et non d'une seule cause.

## Les procès

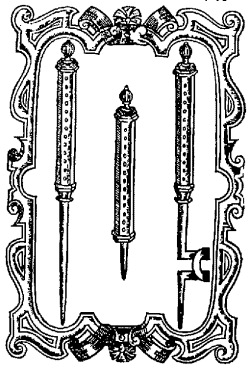
Des poinçons utilisés pour identifier les prétendues sorcières.

L'Écosse connaît un nombre proportionnellement démesuré de procès en sorcellerie par rapport au reste de l'Europe, entre 4 000 et 6 000 environ durant toute la période. C'est trois fois plus que l'Angleterre, et quatre fois plus que la moyenne européenne,. Ils concernent en majorité les Lowlands, la région où l'Église d'Écosse est la plus influente, bien que la croyance populaire de l'époque veuille que la magie soit largement pratiquée dans les Highlands. Les Orcades constituent un cas à part, la majeure partie des procès y prenant place avant 1650. Après les procès de 1590-1591, une grande chasse aux sorcières prend place de mars à octobre 1597. Plus de 400 personnes sont accusées d'une forme quelconque de satanisme, et environ 200 sont exécutées. D'autres vagues suivent en 1628-1631, en 1649-1650 et en 1661-1662. Cette dernière est sans doute la plus importante : elle implique 664 sorcières dans quatre comtés différents. En tout, plus de 1 500 personnes ont été exécutées.
Environ 75 % des accusés sont des femmes. Ce sont souvent des femmes âgées, ou de jeunes femmes et des hommes accusés en raison d'un lien de parenté avec une supposée sorcière. Certains guérisseurs sont accusés, mais ils ne sont pas l'objet de poursuites systématiques. Le plus souvent, les accusés ne sont pas des vagabonds, au contraire : ce sont des membres bien établis de la communauté locale, qui ont acquis une réputation de sorcier au fil du temps. L'accusation vient souvent après que leur supposée victime a subi un coup du sort, notamment si l'accusé a prononcé une malédiction.
La majeure partie des procès de sorcellerie se déroule dans des tribunaux séculiers selon les termes du Witchcraft Act de 1563. En 1649, le nouveau régime covenantaire fait voter une nouvelle loi qui confirme celle de 1563 et l'étend à ceux qui consultent « diables et esprits familiers », eux aussi devant être punis de mort. Ces procès prennent place dans trois types de tribunaux : la Haute Cour de justice, qui traite des cas de toute l'Écosse, mais principalement de la région d'Édimbourg ; les cours de circuit, présidées par des juges des cours centrales, mais tenues dans les différents comtés du pays ; enfin, les tribunaux ad hoc réunis par des commissions du Conseil privé ou du Parlement et comprenant des propriétaires terriens et gentilshommes du cru. Ces tribunaux amateurs présentent un taux de condamnation à mort significativement plus élevé que les cours professionnelles : 90 % pour les tribunaux locaux, 55 % pour la Haute Cour et 16 % pour les cours de circuit. Après la révocation des commissions royales, en 1597, la chasse aux sorcières est principalement le fait des sessions presbytériennes, des comités de disciplines dirigés par les élites de chaque paroisse. C'est alors l'occasion de s'en prendre aux pratiques « superstitieuses » et catholiques. Les tribunaux centraux n'ouvrent de procès que lorsqu'une commission est formée par le Conseil privé, bien que le Conseil ne contrôle pas totalement les poursuites devant la Haute Cour.
Le recours au « pointage » (pricking) est une spécificité des procès écossais. Cette méthode consiste à enfoncer des aiguilles, des épingles et des poinçons dans la chair des suspects, en accord avec la croyance selon laquelle les sorcières possèdent une « marque du Diable » qui est insensible à la douleur. Certains se font une spécialité de cette méthode, comme John Kincaid et John Dick, qui participent au déclenchement de la chasse aux sorcières de 1661-1662. Par la suite, la révélation qu'il s'agit d'une escroquerie contribue également à mettre un terme à la vague de procès. La torture judiciaire est employée dans une poignée de cas emblématiques, comme celui de John Fine, l'un des sorciers accusés d'avoir voulu tuer le roi en 1590 : ses pieds sont écrasés dans des brodequins. La plupart du temps, les aveux sont arrachés au suspect en le privant de sommeil, ce qui engendre rapidement des hallucinations. Les condamnés sont généralement exécutés par strangulation sur le bûcher, qui est ensuite allumé pour réduire leurs corps en cendres, mais ils sont brûlés vifs dans certains cas.

## Déclin

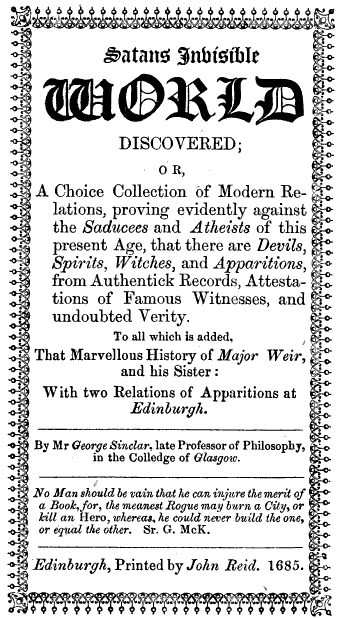
La page de titre de Satans Invisible World, un pamphlet du mathématicien George Sinclair paru en 1685.

Les élites doutent de plus en plus de la réalité de la sorcellerie au XVIIe siècle. Après la défaite des convenentaires écossais dans les guerres des Trois Royaumes, l'Écosse est rattachée au Commonwealth d'Angleterre en 1652. Le Conseil privé écossais et ses tribunaux disparaissent, tandis que les juges anglais qui les remplacent désapprouvent l'usage de la torture et remettent en question les aveux qu'elle permet d'obtenir, ce qui engendre une diminution des procès. En 1656, afin de gagner l'adhésion des propriétaires terriens, les tribunaux de comtés et les juges locaux sont rétablis. S'ensuit une nouvelle vague de procès de sorcellerie (102 entre 1657 et 1659). Avec la Restauration de la monarchie en 1660, les limites imposées disparaissent et une vague de 600 procès a lieu. Le Conseil privé, inquiet, rappelle que les arrestations et les procès ne peuvent se faire en l'absence d'une commission envoyée par ses soins, et interdit la torture judiciaire.

Le nombre de procès diminue au fur et à mesure que les pouvoirs exécutif et judiciaire accroissent leur contrôle. La torture est de moins en moins employée et le niveau d'exigence demandé des preuves augmente. Les « pointeurs » sont dénoncés comme des escrocs en 1662, ce qui réduit le nombre de preuves disponibles. Le Lord Advocate George Mackenzie of Rosehaugh s'efforce de rendre les poursuites vaines. Il est possible que le scepticisme des élites ait été partagé par une partie croissante de la population en général et que la disparition des tensions économiques et sociales ait contribué à réduire le nombre d'accusations. Des cas ponctuels se rencontrent encore à la fin du siècle, comme dans l'East Lothian en 1678 ou à Paisley en 1697. Les dernières exécutions mentionnées dans les archives des tribunaux centraux datent de 1706 et le dernier procès, d'une légalité discutable, se déroule dans le tribunal local de Dornoch en 1727. En 1763, le Parlement de Grande-Bretagne passe un nouveau Witchcraft Act qui annule les précédents et rend illégale toute accusation de sorcellerie portée à l'encontre d'autrui. Les croyances magiques persistent malgré tout, notamment dans les Highlands et dans les îles. 